# جنسنغ خماسي الأوراق
جنسنغ خماسي الأوراق أو الجنسنغ الأمريكي (الاسم العلمي:Panax quinquefolius) (بالإنجليزية: American Ginseng)‏ هو نوع من النباتات يتبع جنس الجنسنغ من الفصيلة الأرالية.